# Peter Burge
Peter Scott Burge (ur. 3 lipca 1974 w Townsville) – australijski lekkoatleta, specjalista skoku w dal, mistrz igrzysk Wspólnoty Narodów, olimpijczyk z 2000.

## Kariera sportowa
Zajął 5. miejsce w trójskoku podczas mistrzostw świata juniorów w 1992 w Seulu.
Zdobył złoty medal w skoku w dal, wyprzedzając swego kolegę z reprezentacji Australii Jaia Taurimę (który uzyskał taką samą odległość, jak Burge – 8,22 m, ale miał krótszy drugi skok) oraz Wendella Williamsa z Trynidadu i Tobago. Zajął 6. miejsce w tej konkurencji na igrzyskach olimpijskich w 2000 w Sydney oraz 4. miejsce na halowych mistrzostwach świata w 2001 w Lizbonie.
Był mistrzem Australii w trójskoku w 1992/1993 i wicemistrzem w tej konkurencji w 1995/1996 oraz mistrzem w skoku w dal w 1999/2000, 2000/2001 i 2001/2002.

## Rekordy życiowe
Rekordy życiowe Burge’a:
- skok w dal – 8,30 m (2 marca 2000, Melbourne)
- skok w dal (hala) – 8,11 m (4 marca 2001, Sindelfingen)